# 小齿龙胆
小齿龙胆（学名：Gentiana microdonta）是龙胆科龙胆属的植物，为中国的特有植物。分布在中国大陆的云南、四川等地，生长于海拔2,600米至4,200米的地区，多生长在林下或高山草甸，目前尚未由人工引种栽培。